# Matidia calcarata
Matidia calcarata är en spindelart som beskrevs av Tord Tamerlan Teodor Thorell 1878. Matidia calcarata ingår i släktet Matidia och familjen säckspindlar. Inga underarter finns listade i Catalogue of Life.